# Sīāhkal (kommunhuvudort i Iran)

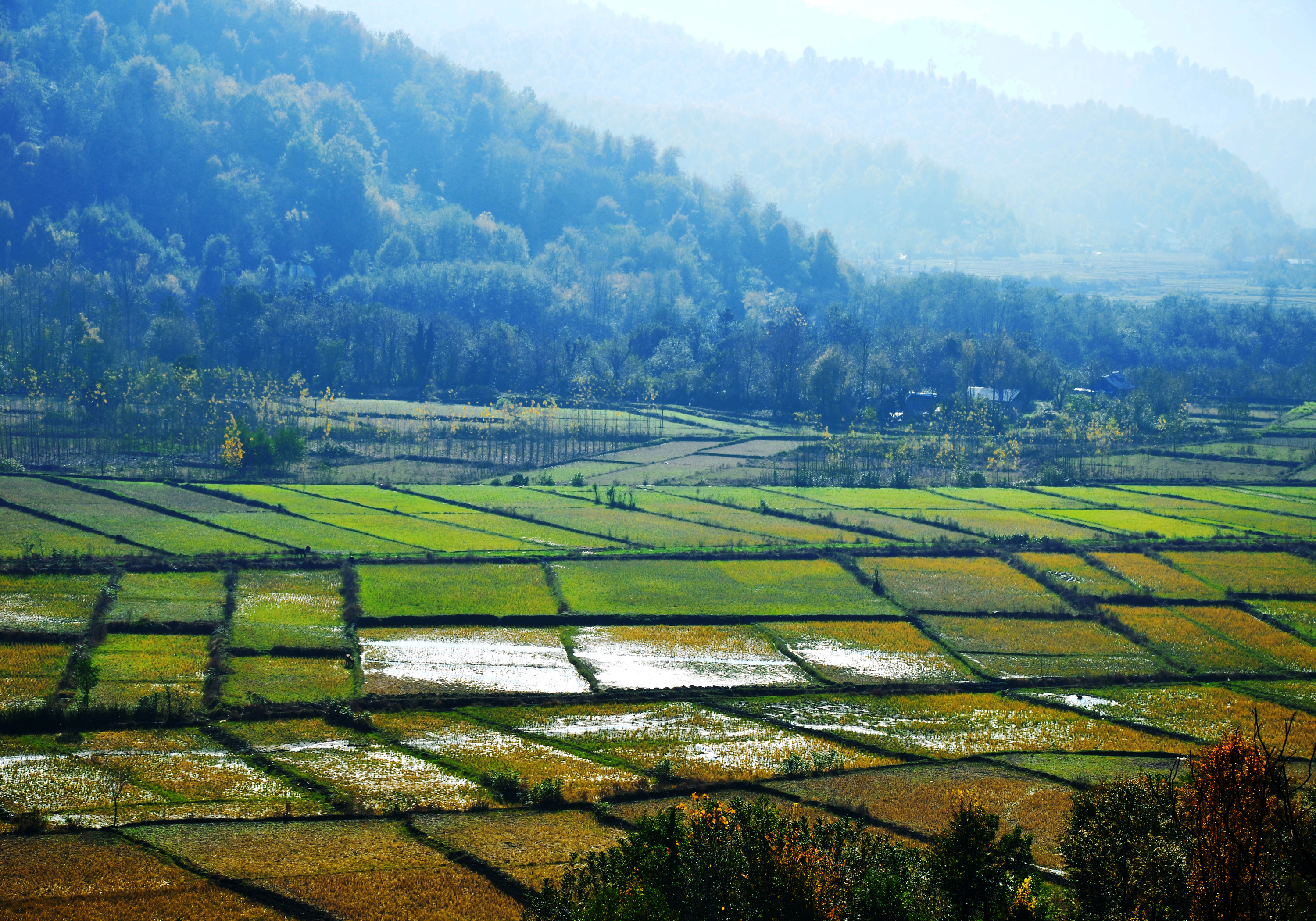

Sīāhkal (persiska: سیاهکل) är en kommunhuvudort i Iran.   Den ligger i provinsen Gilan, i den norra delen av landet, 210 km nordväst om huvudstaden Teheran. Sīāhkal ligger 47 meter över havet och antalet invånare är 15 247.
Terrängen runt Sīāhkal är varierad.Runt Sīāhkal är det ganska tätbefolkat, med 155 invånare per kvadratkilometer. Närmaste större samhälle är Lāhījān, 13,2 km nordost om Sīāhkal. Trakten runt Sīāhkal består till största delen av jordbruksmark.

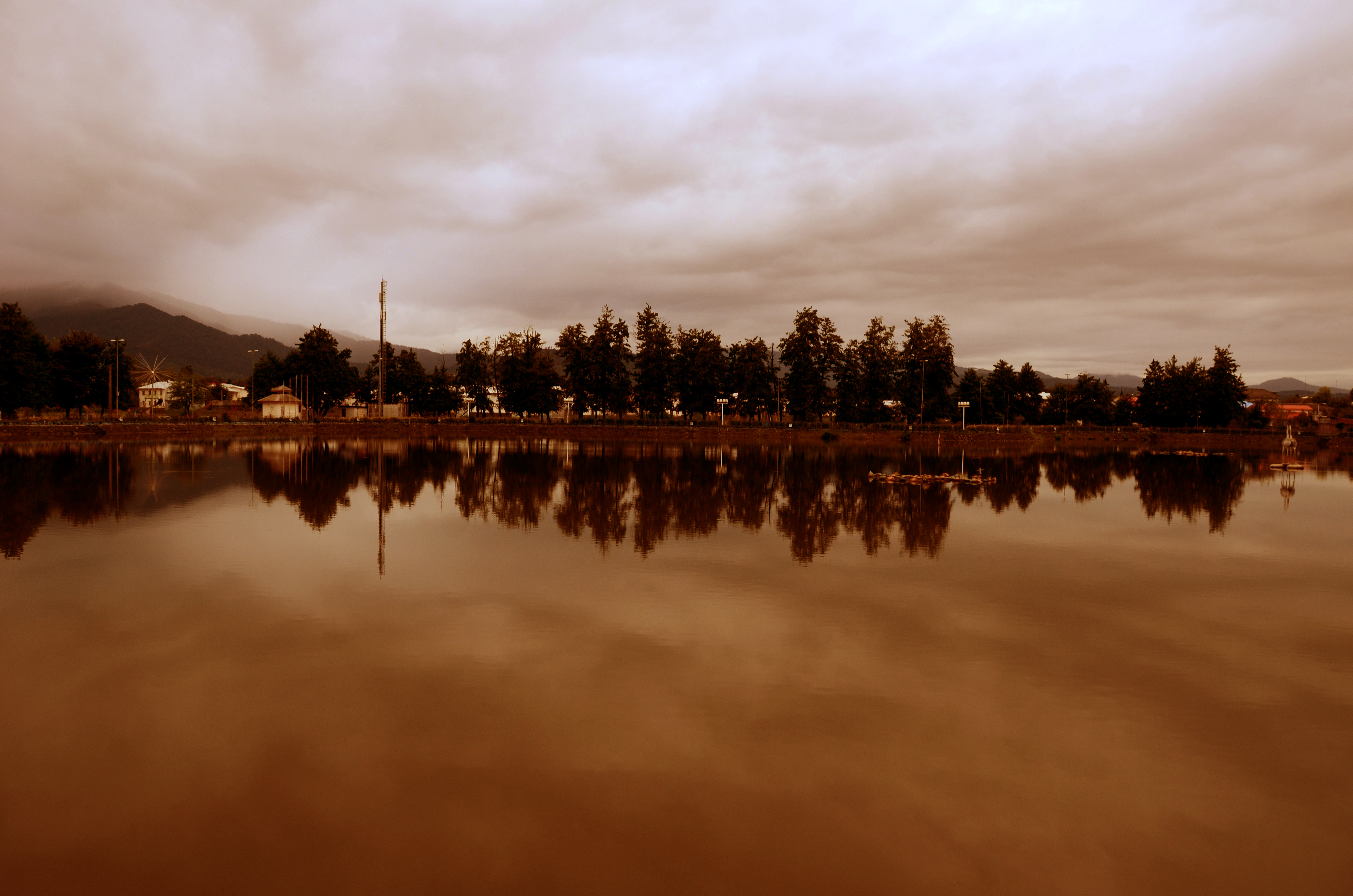

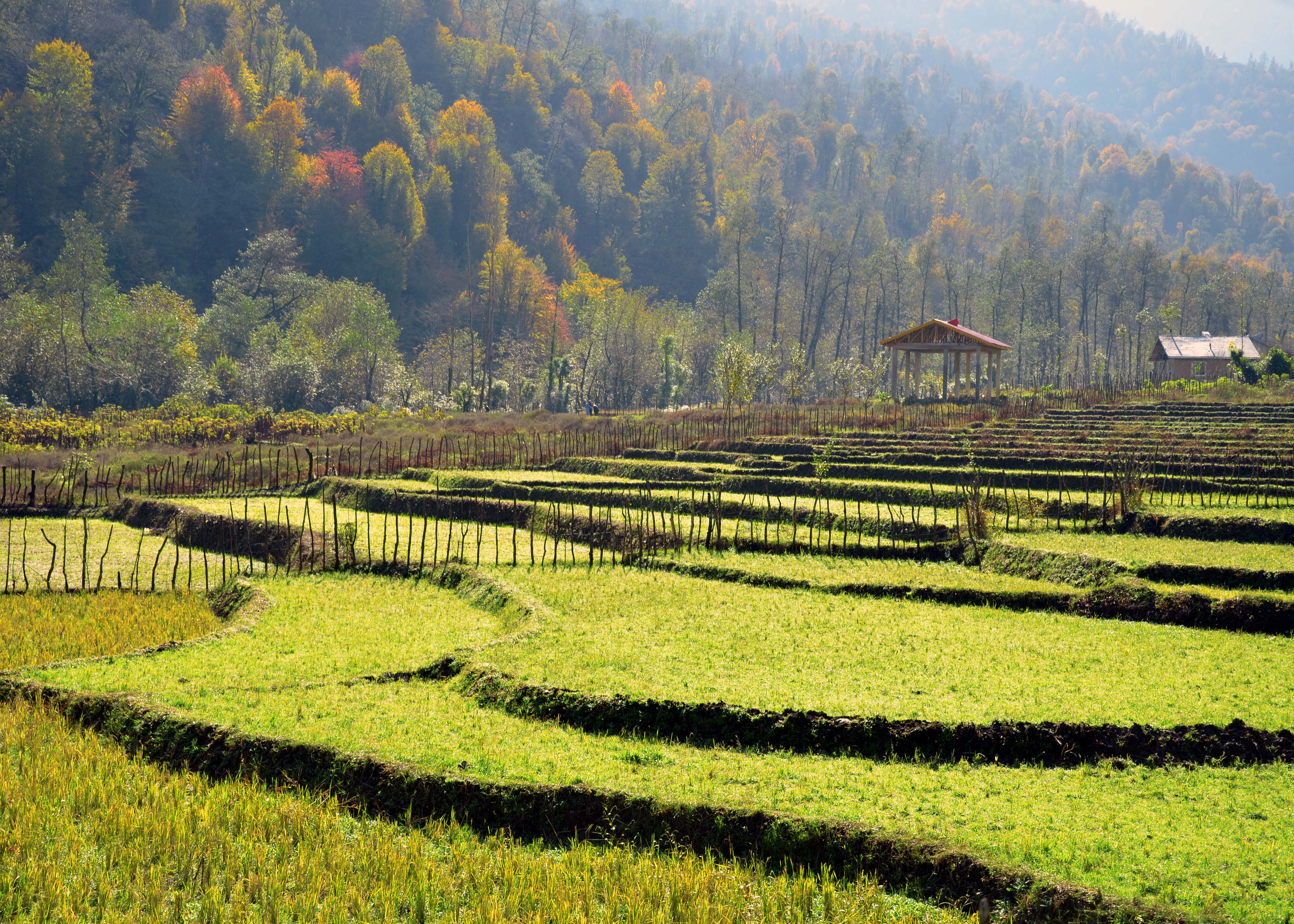

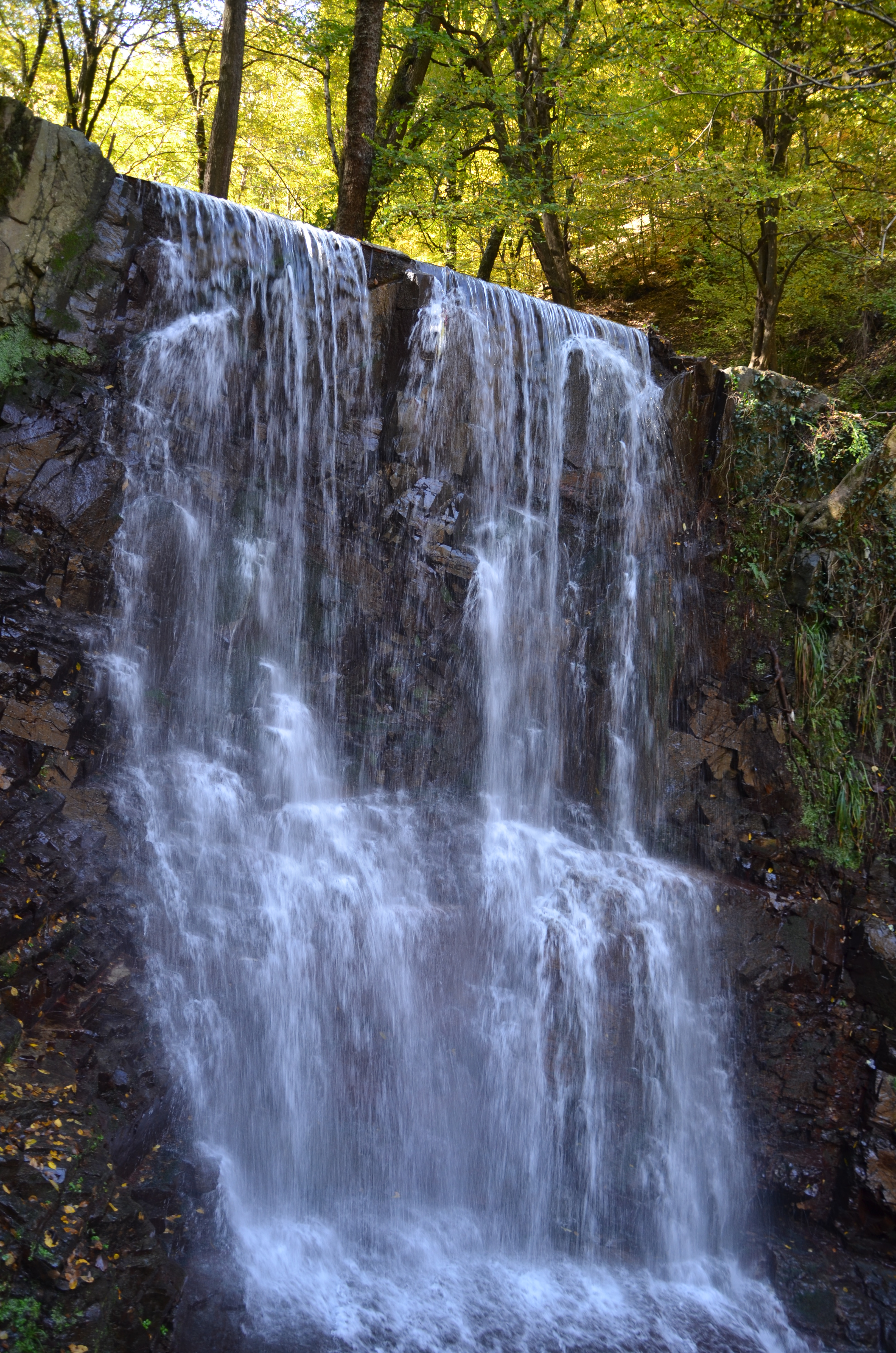

## Kommentarer

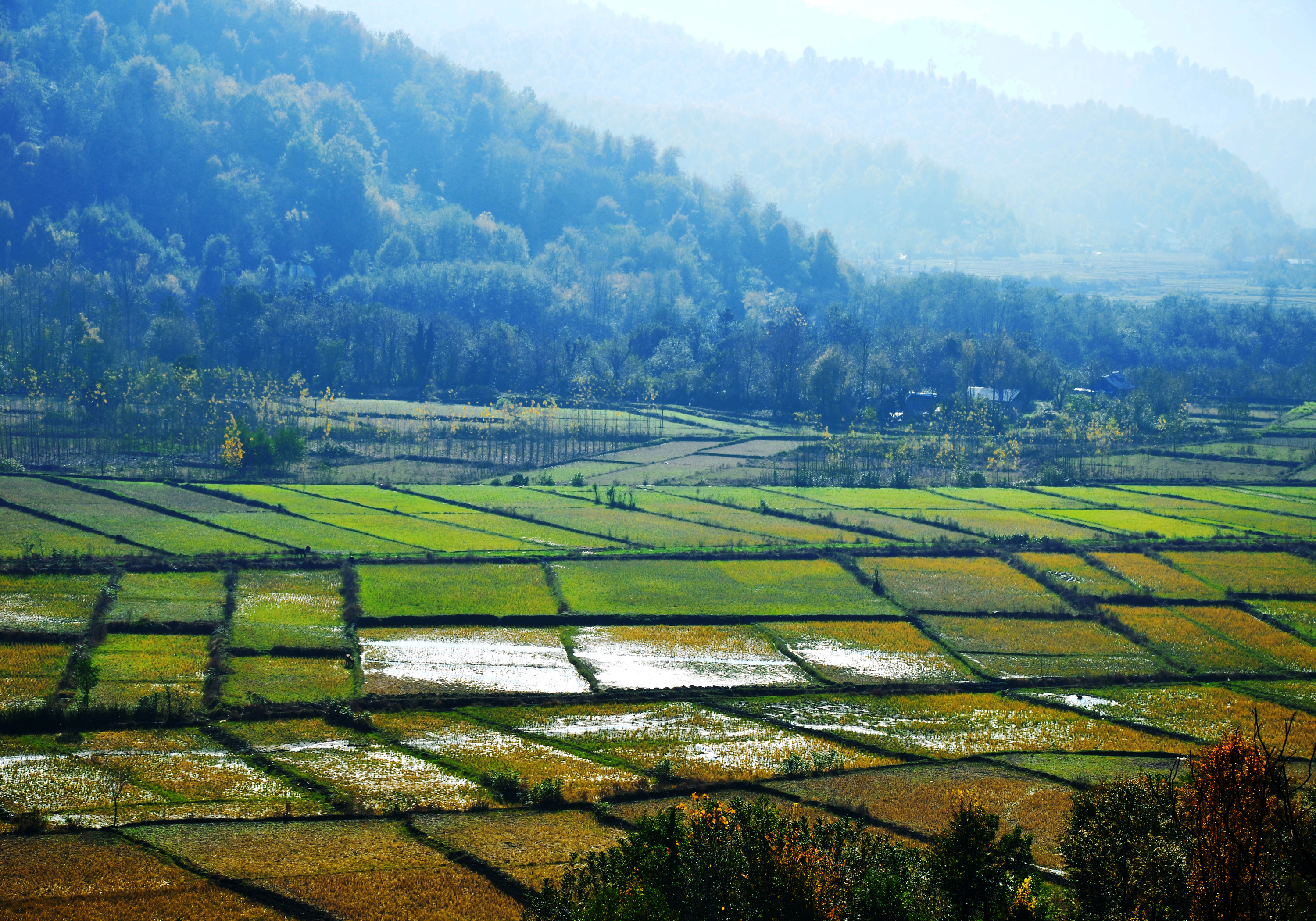
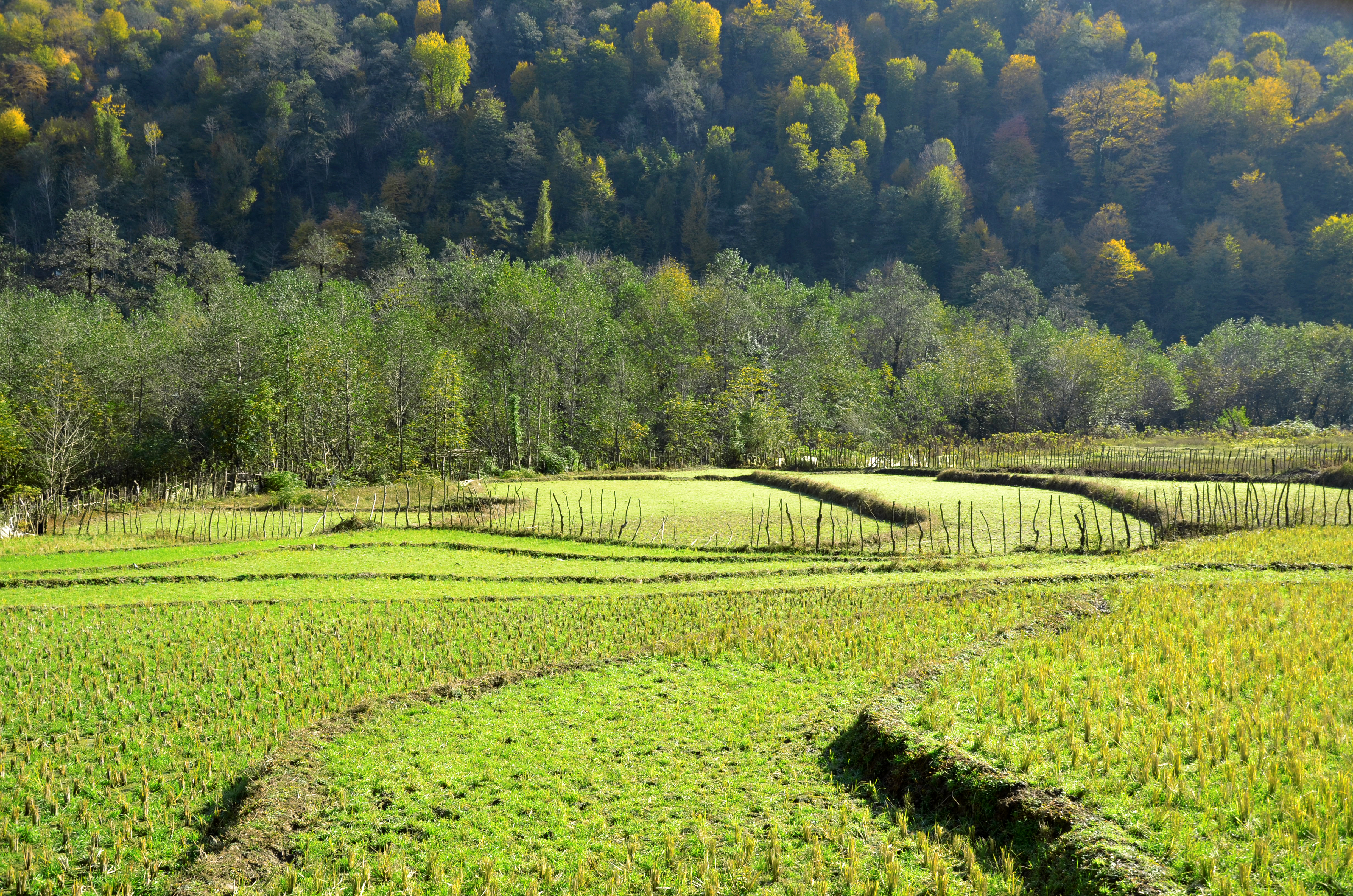
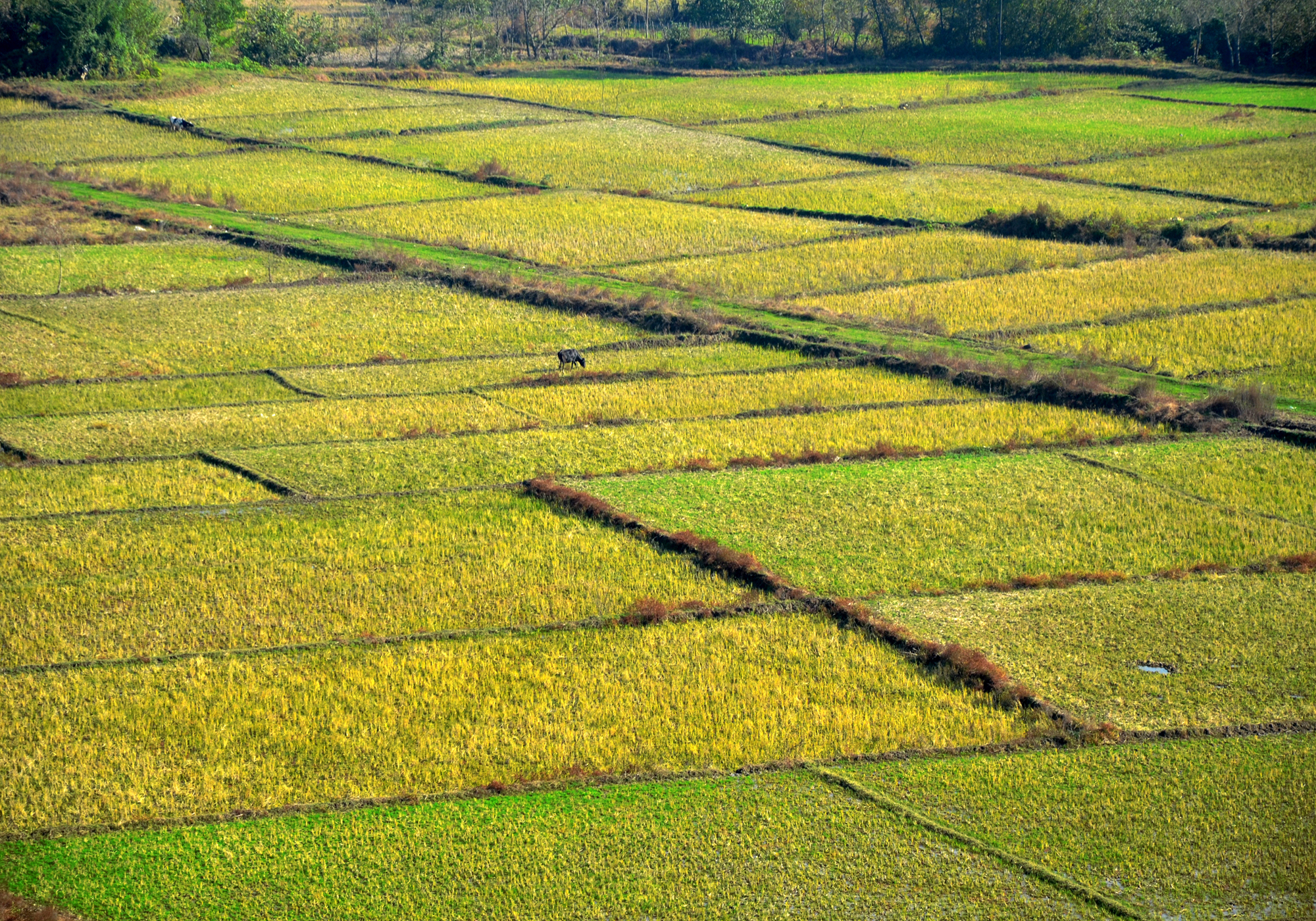
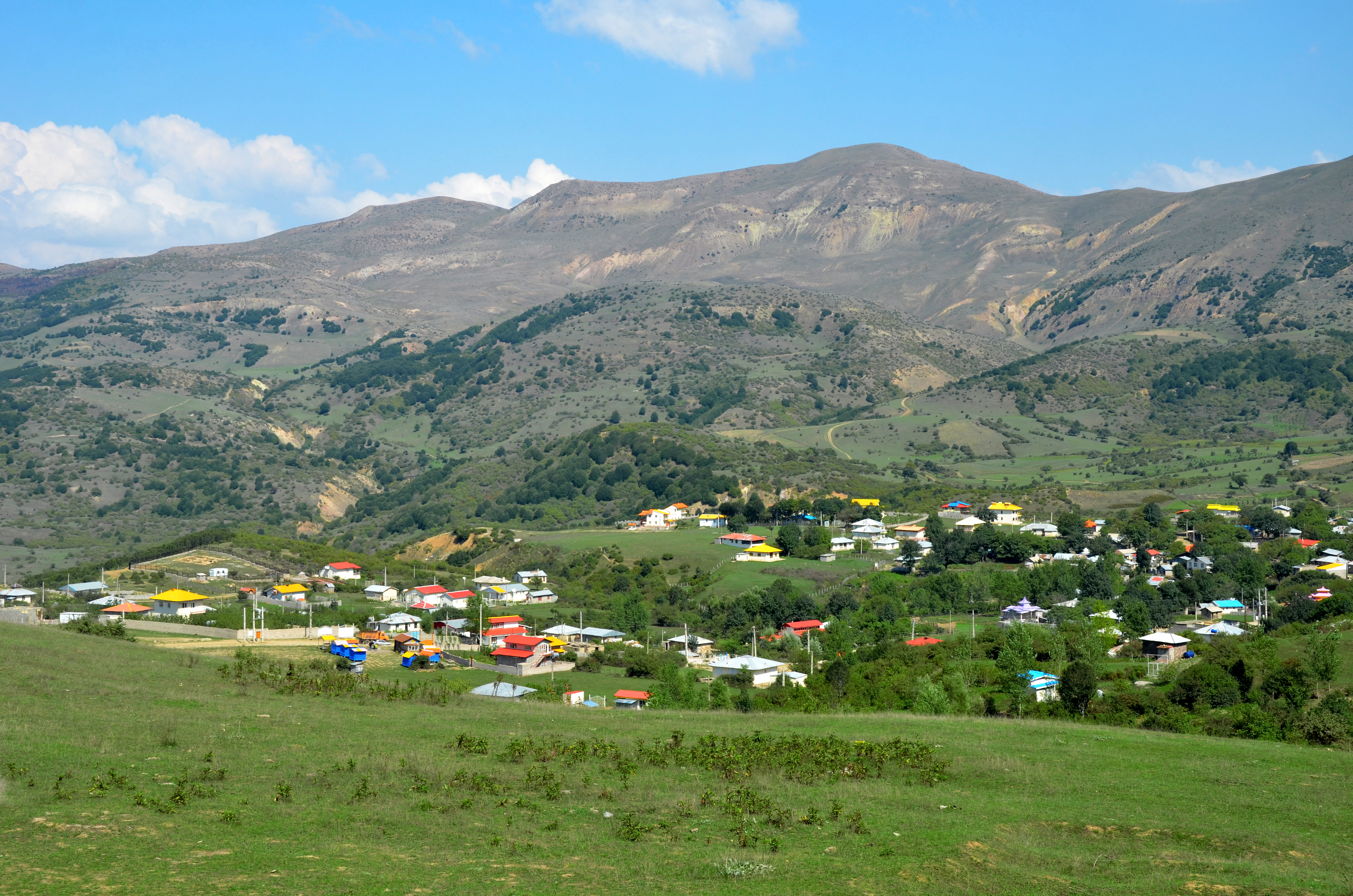
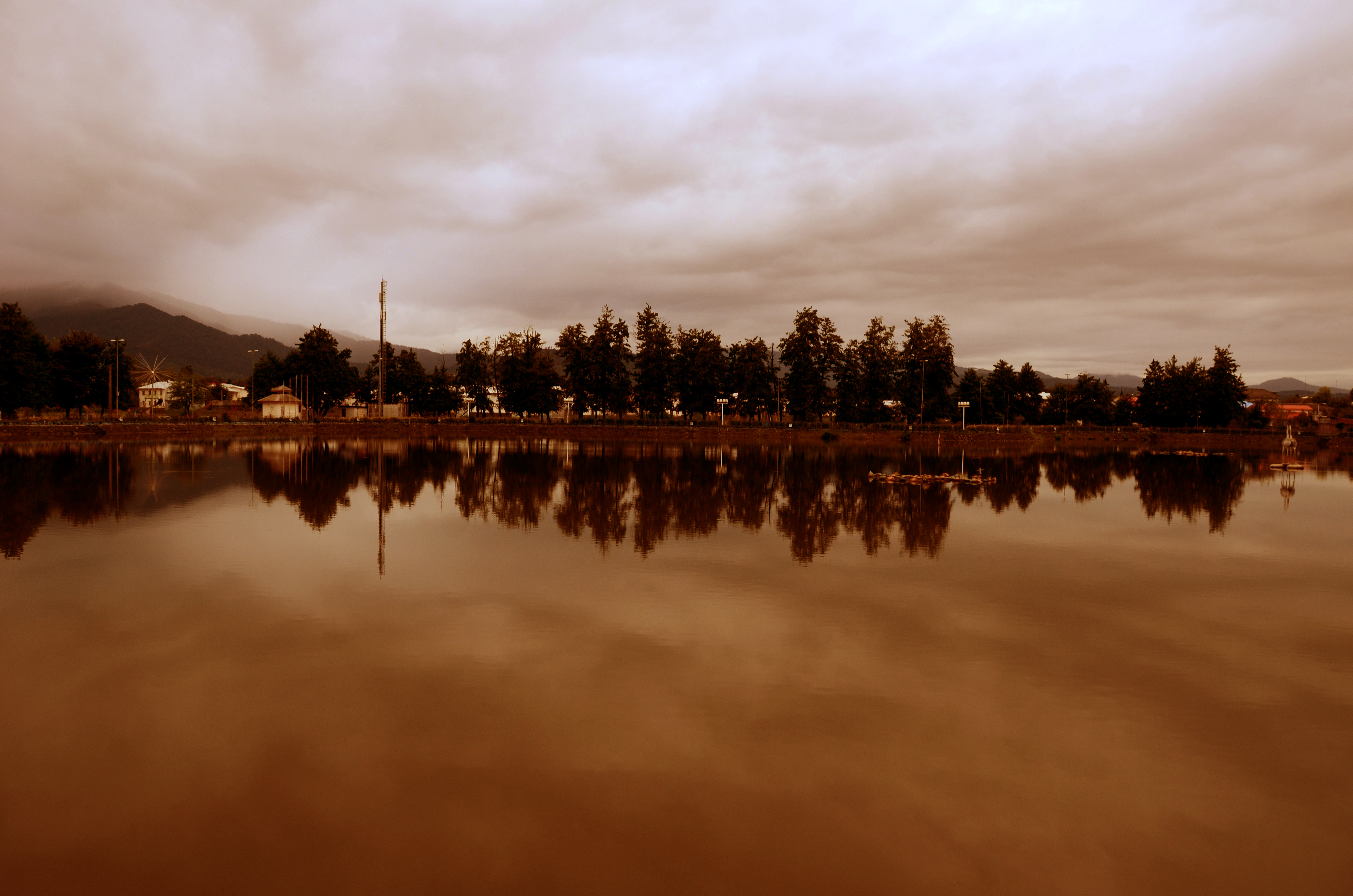
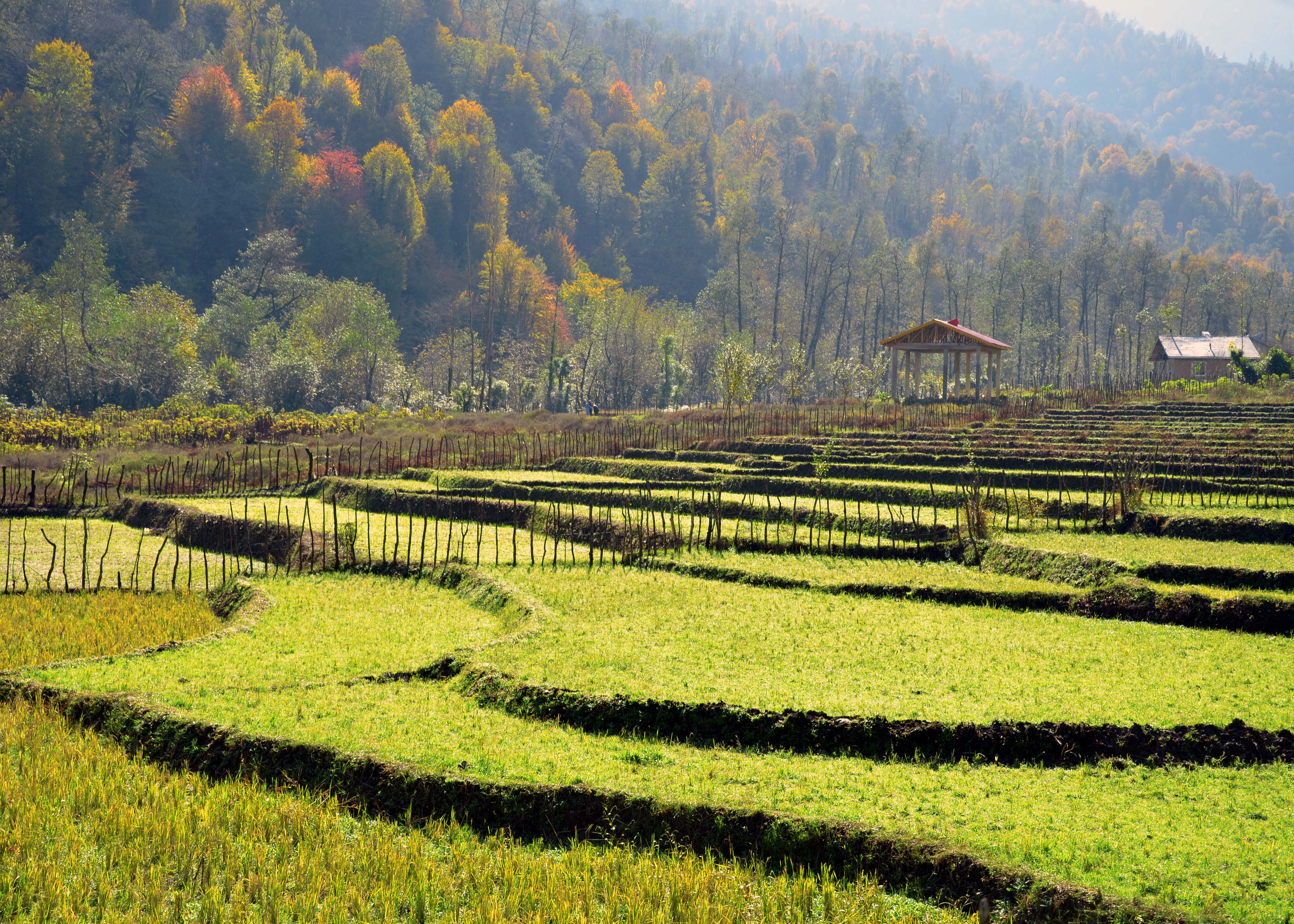
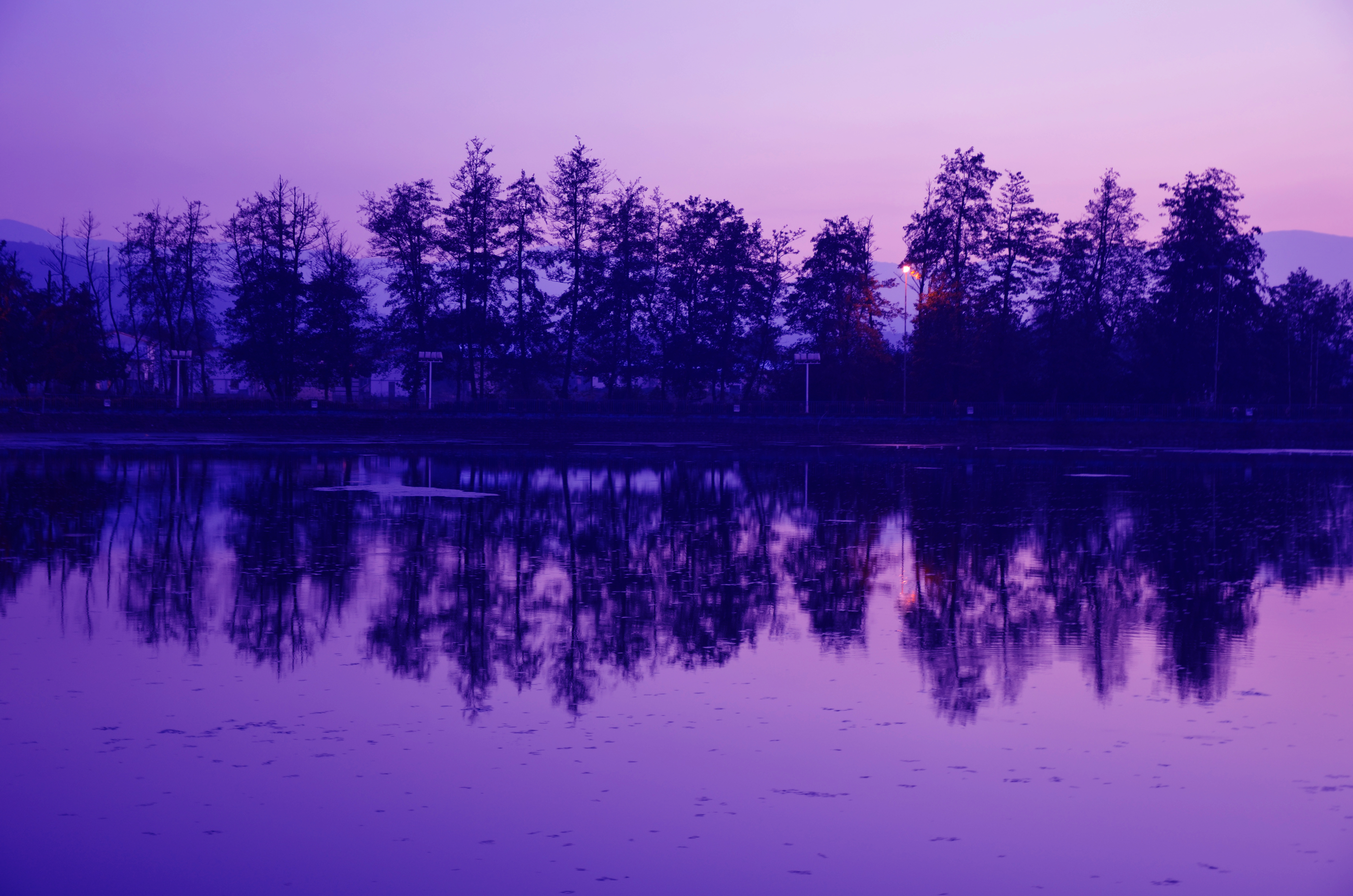
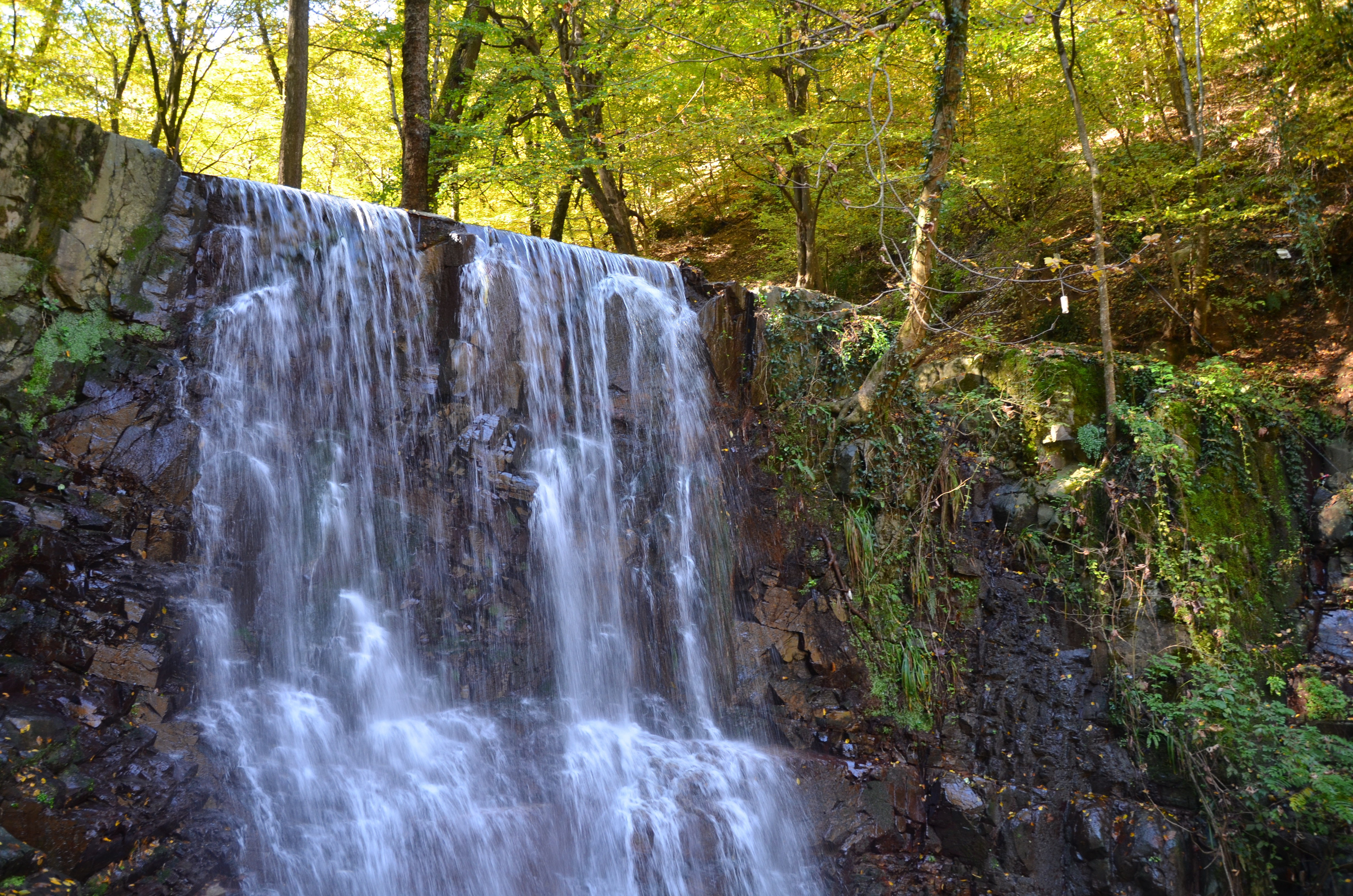
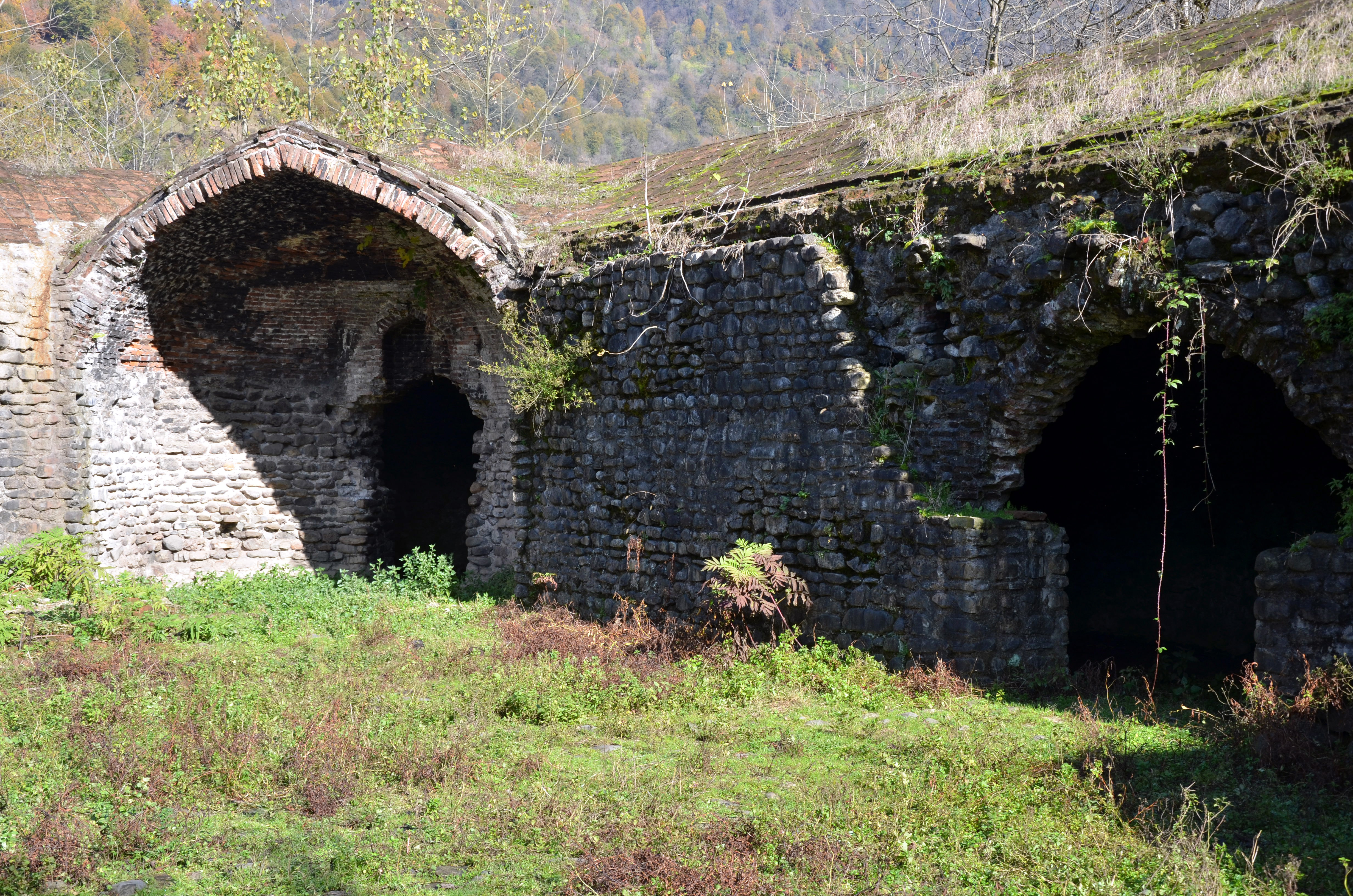
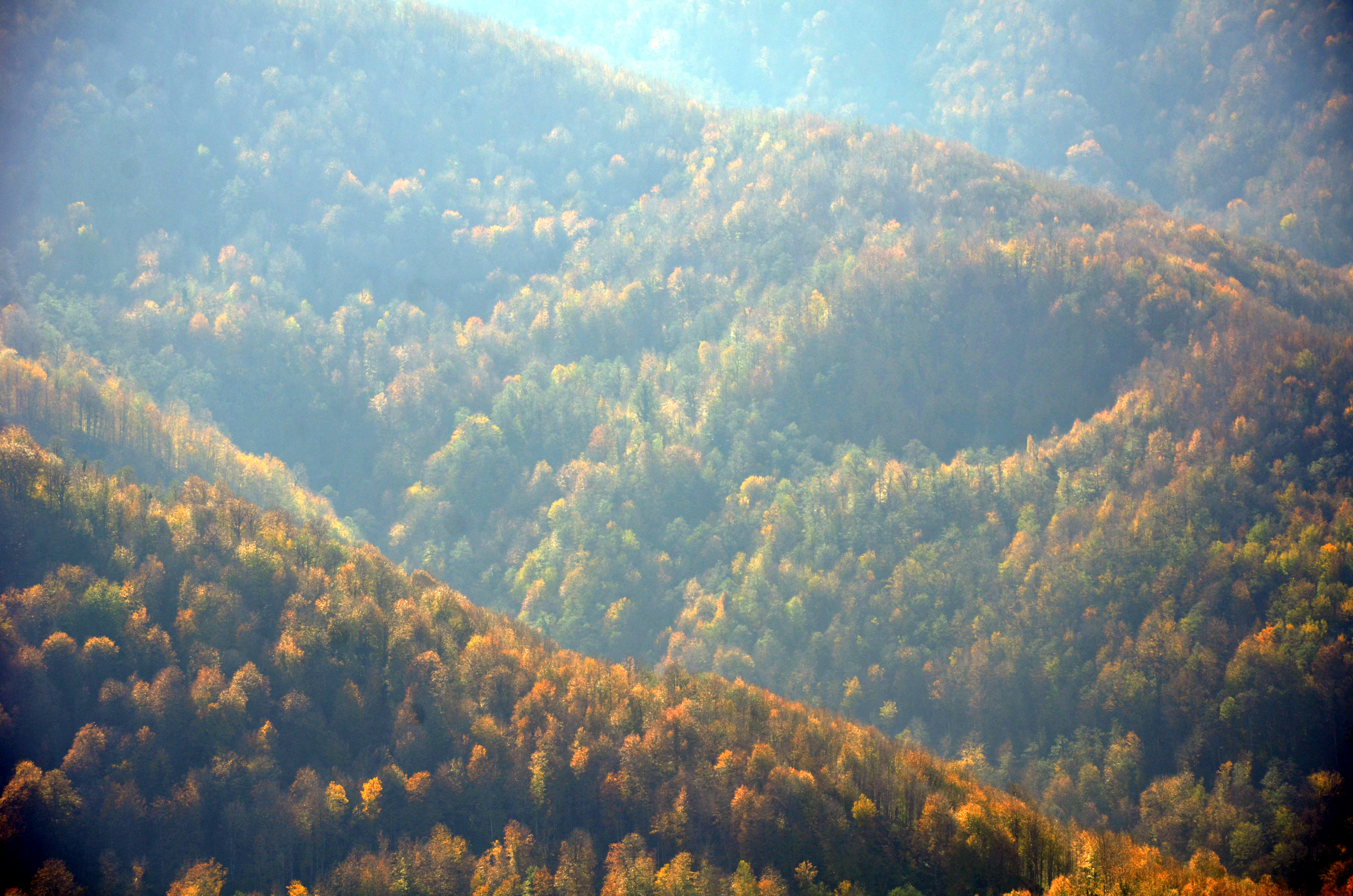
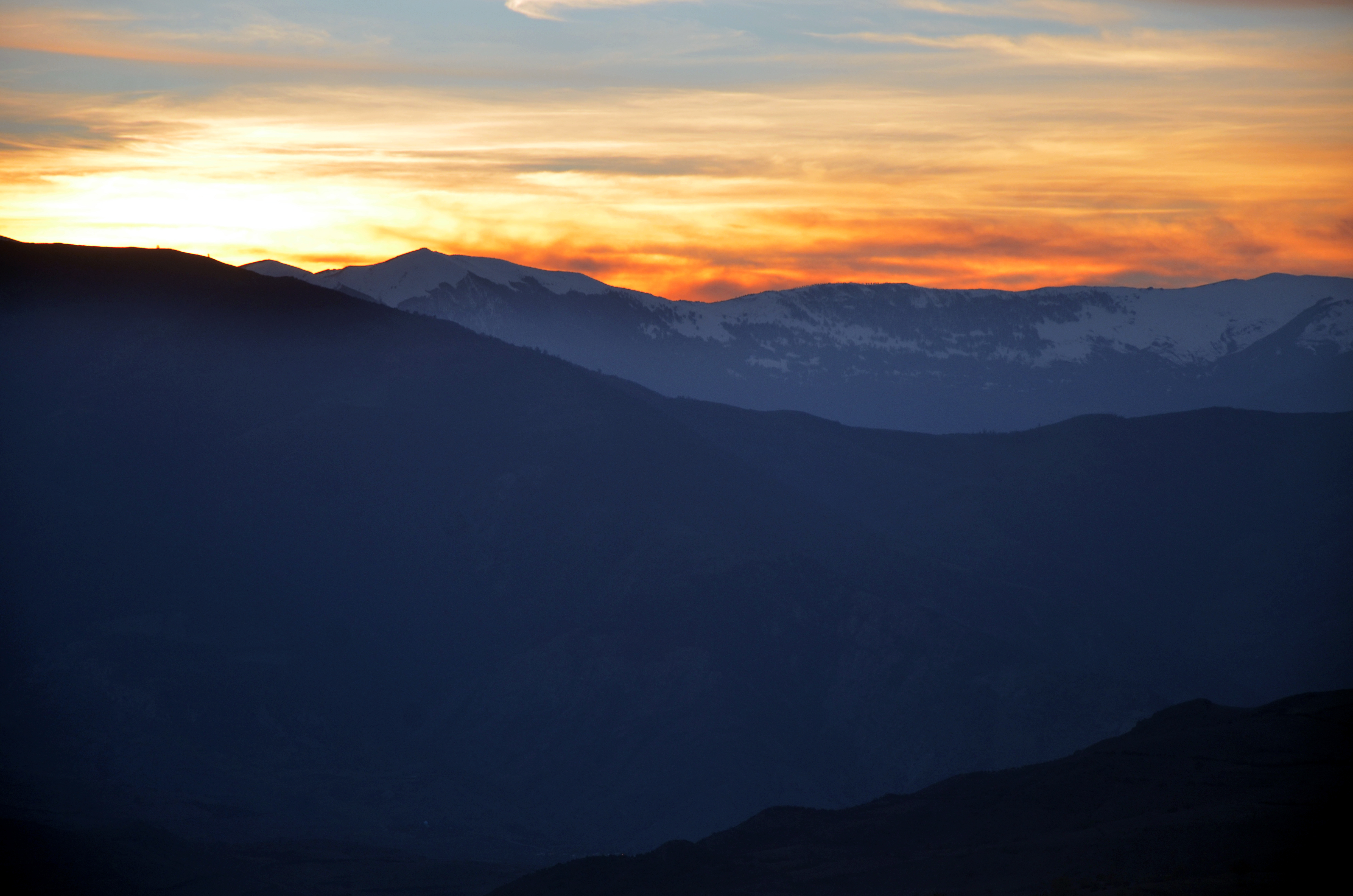
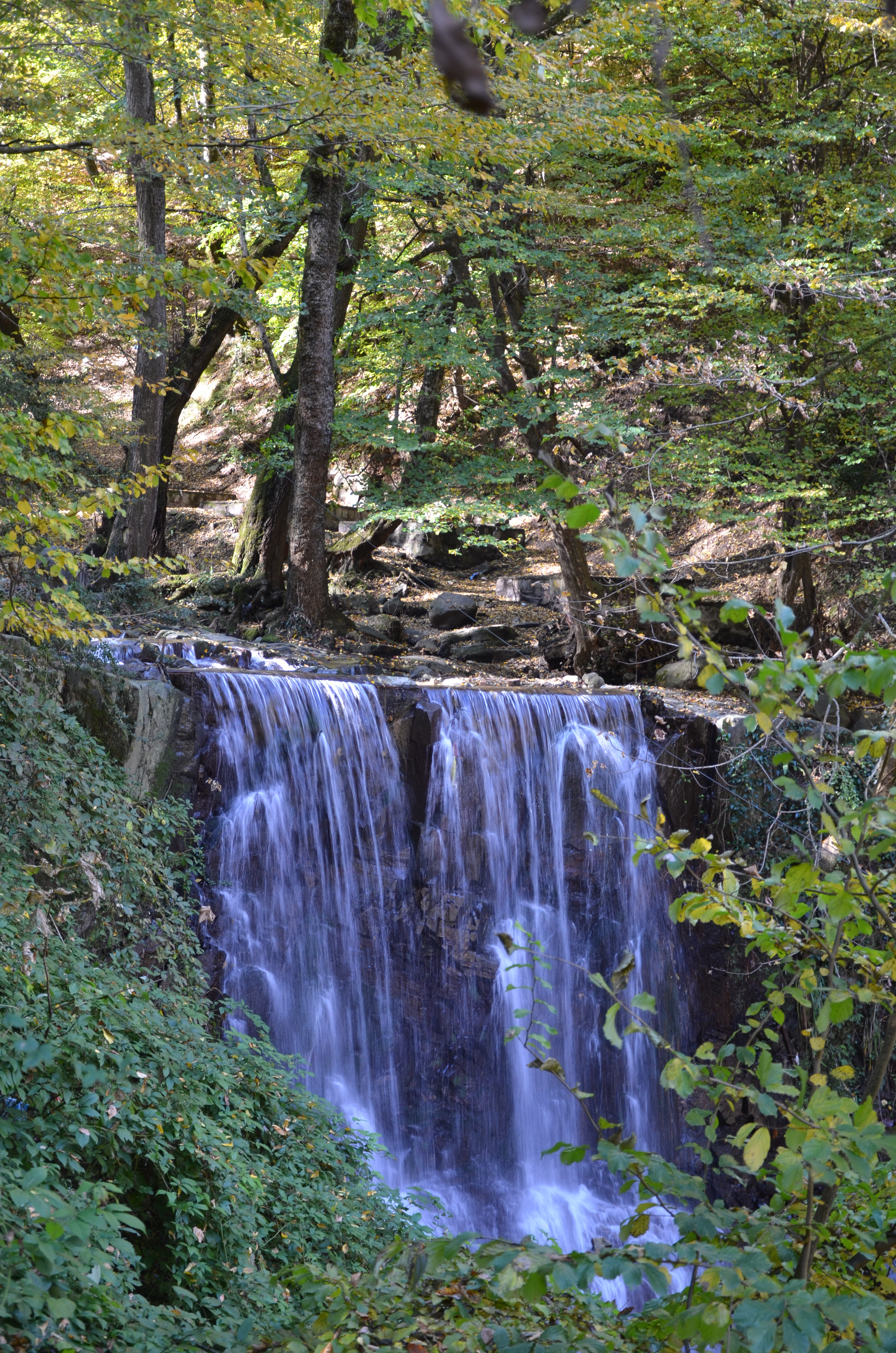
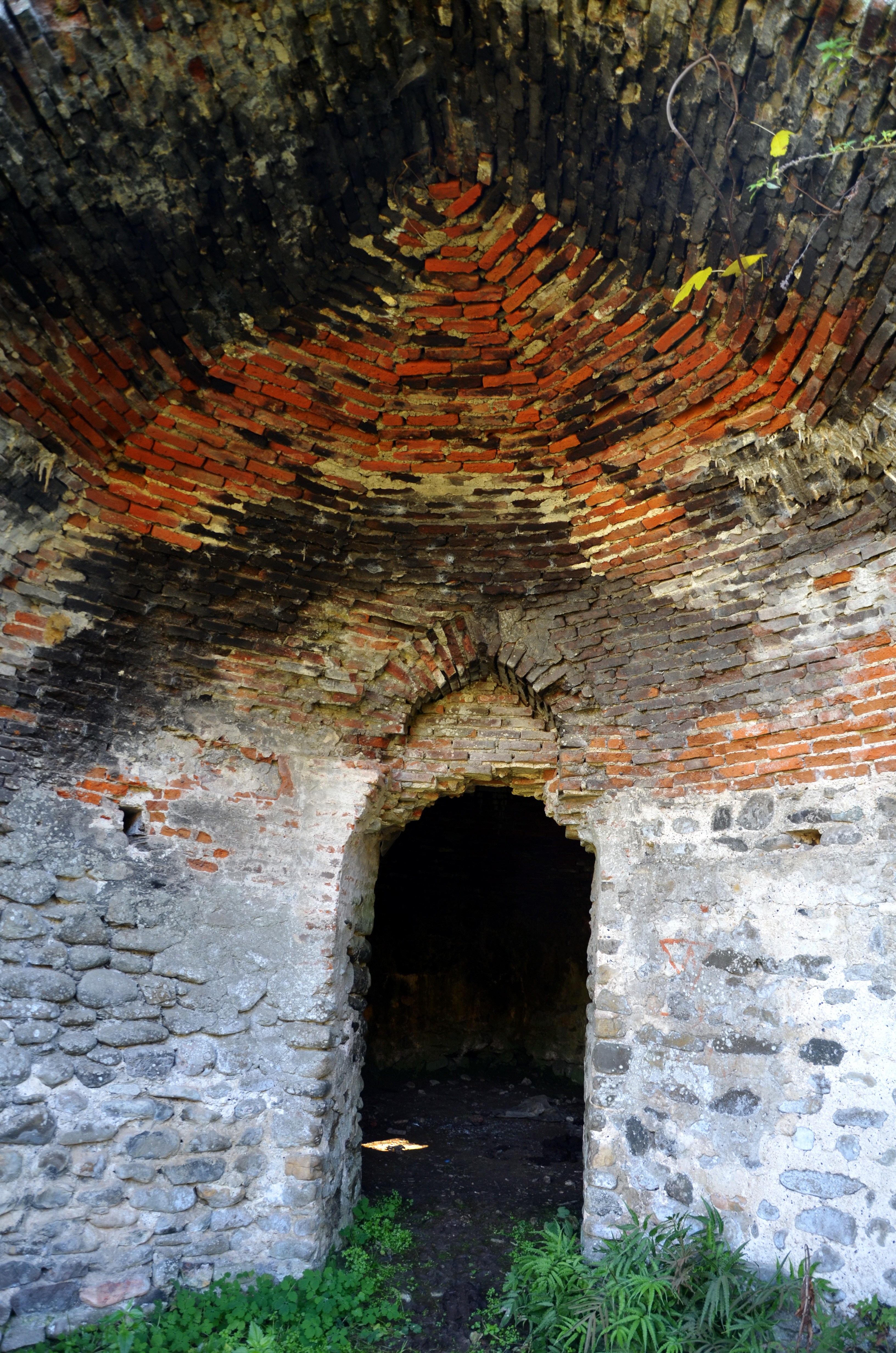
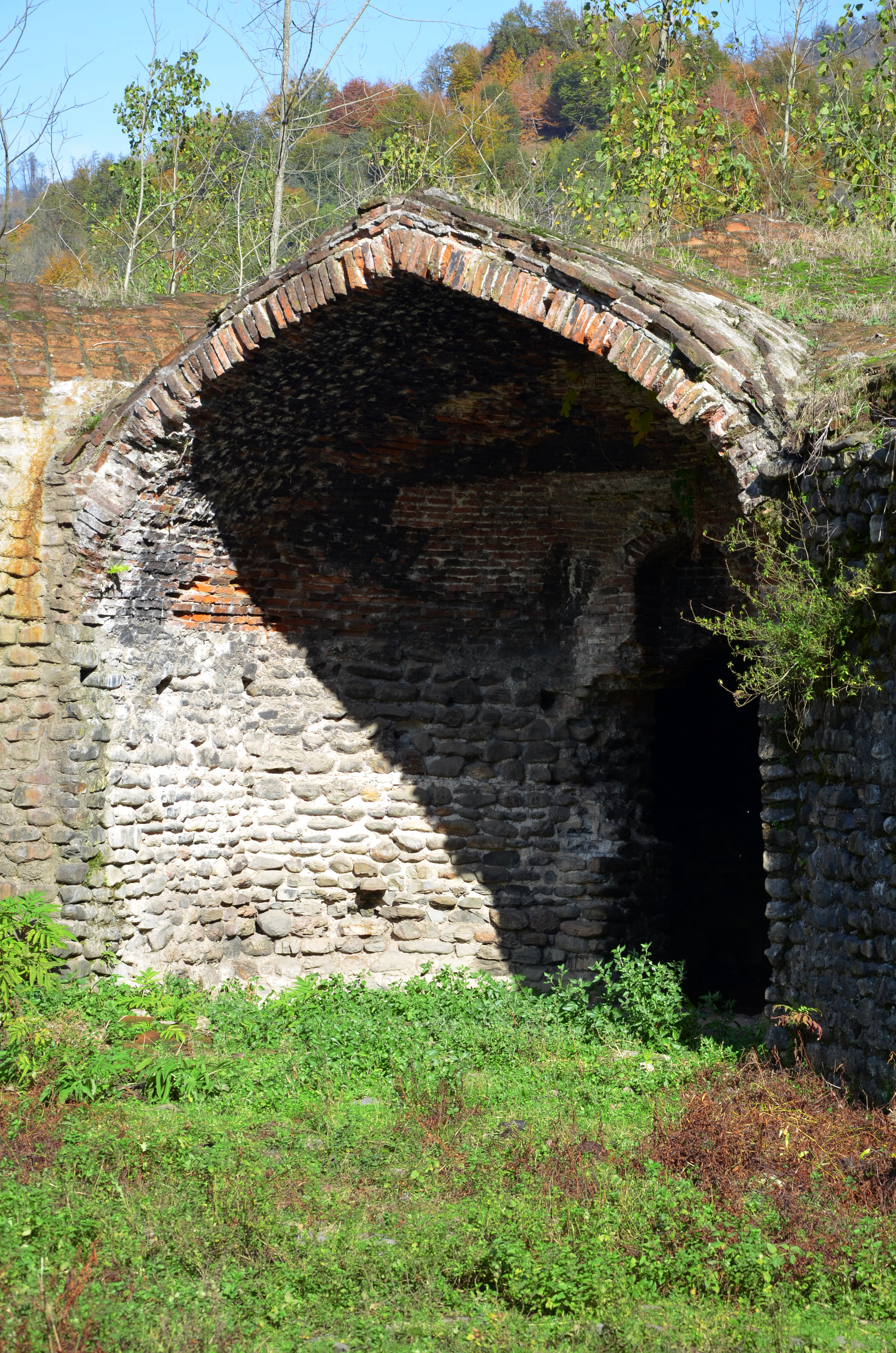
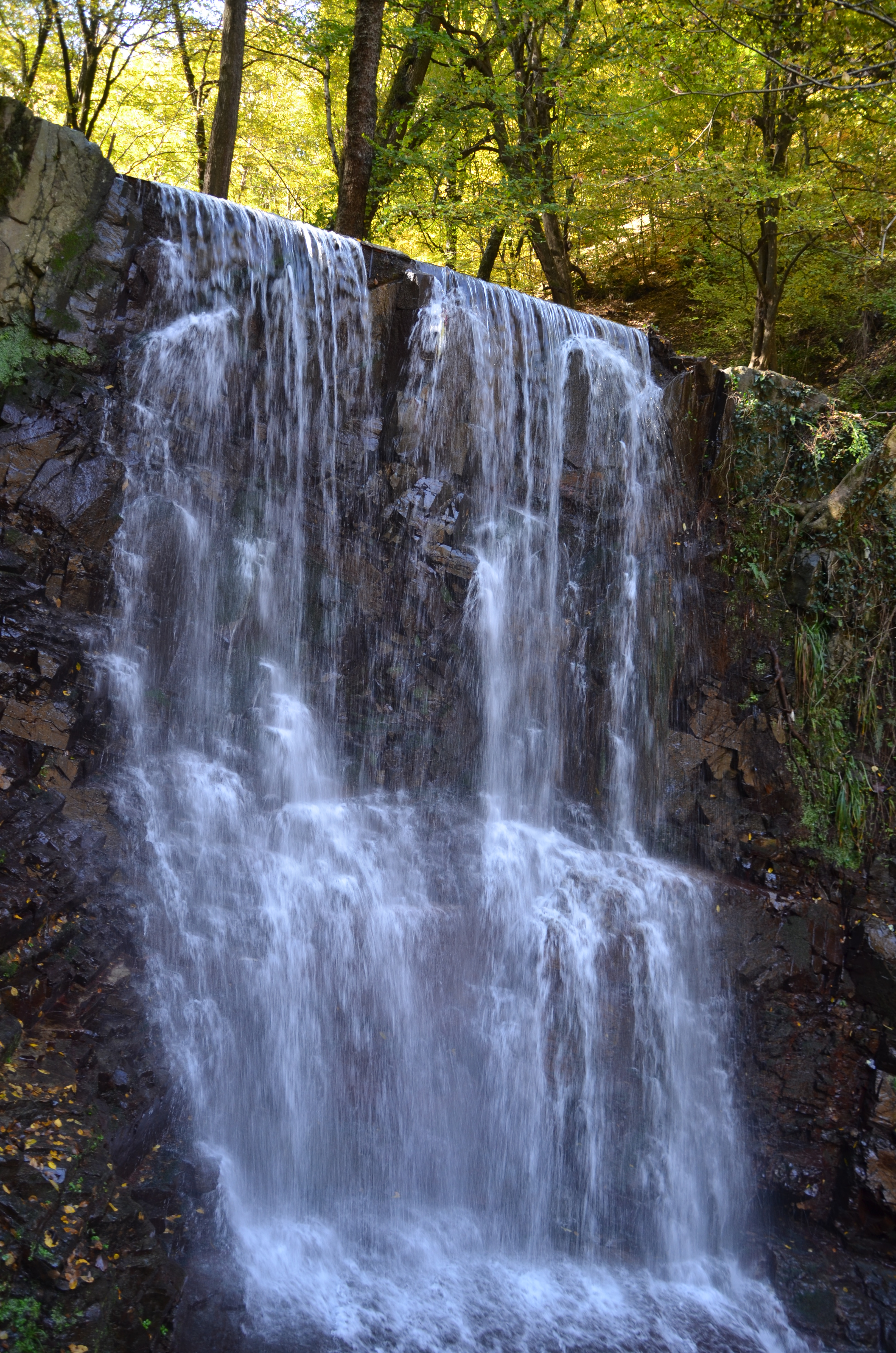
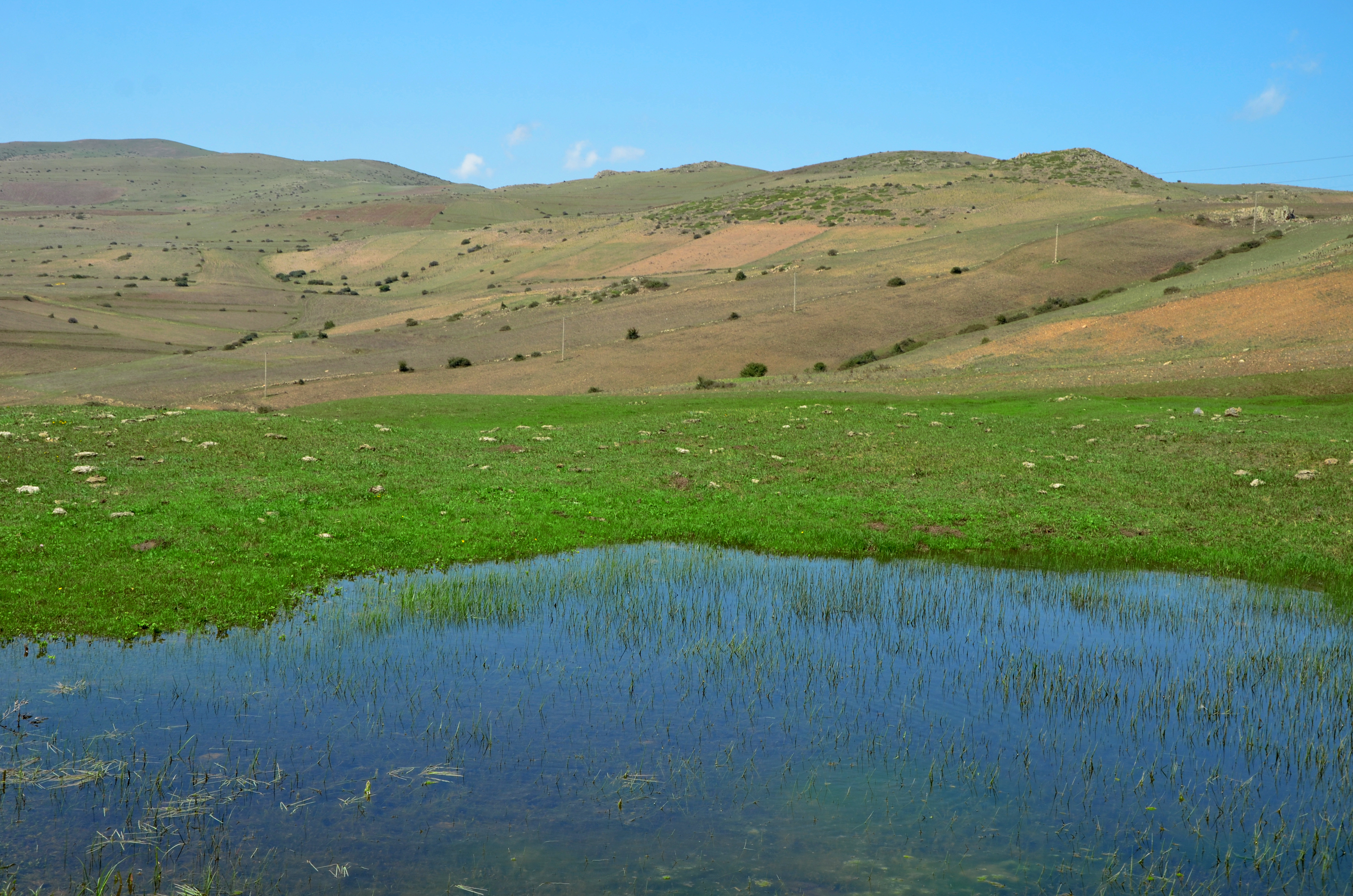
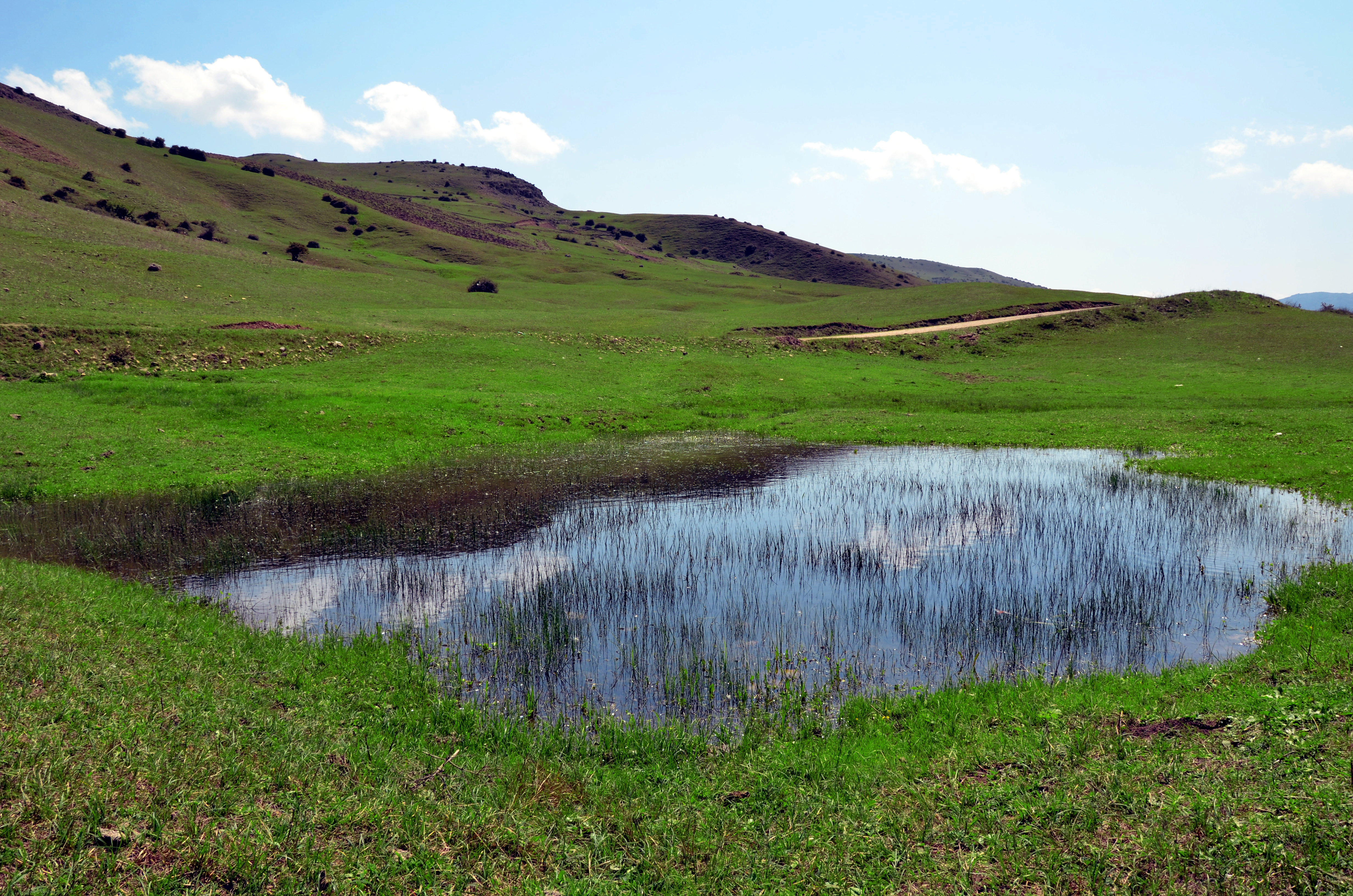